# Rifugio Regina Elena
Il rifugio Regina Elena è un rifugio alpino situato al fondo della  valle della Valletta, ad ovest del monte Argentera, nelle Alpi Marittime, nel comune di Valdieri (CN), ad una quota di 1850 s.l.m.

## Storia
Un primo rifugio fu realizzato nel 1966 dalla stessa sezione di Genova dell'A.N.A. Si trattava di una costruzione prefabbricata, messa in opera nell'estate ed inaugurata il 18 settembre 1966. Questo primo rifugio fu distrutto dallo spostamento d'aria causato da alcune valanghe durante l'inverno 1970-71.
La sezione decise allora di ricostruire il rifugio in muratura, a breve distanza dalla prima costruzione. Dopo una lunga fase di raccolta fondi, i volontari dell'A.N.A. si misero al lavoro nell'estate 1980, sotto la direzione dell'ing. Renzo Less, che donò anche i materiali utilizzati per la costruzione. I lavori terminarono l'anno successivo, ed il nuovo rifugio fu inaugurato il 13 settembre 1981.
Il rifugio è dedicato ad Elena del Montenegro, moglie di Vittorio Emanuele III e regina d'Italia dal 1900 al 1946.

## Caratteristiche e informazioni
È una costruzione in muratura ad un piano, posta al fondo della  valle della Valletta, in alta valle Gesso, ad una quota di 1850 m s.l.m.. Dispone di 14 posti letto in dormitorio comune e locale uso cucina; non offre né servizio ristorazione né servizio bar. Non è presente un locale invernale.
È aperto nel periodo estivo, e gestito dai volontari della sezione A.N.A. di Genova. I gestori consigliano di prendere contatti telefonici prima di recarsi al rifugio, per assicurarsi che sia aperto.

## Accessi
Dalle Terme di Valdieri si risale il  vallone dell'Argentera seguendo la strada che porta anche al rifugio Valasco. Si prosegue sempre dritti fino al  pian della Casa del Re dove termina la strada, indi si prosegue per facile sentiero fino a giungere al rifugio (circa 0,5 h dal  pian della Casa del Re).

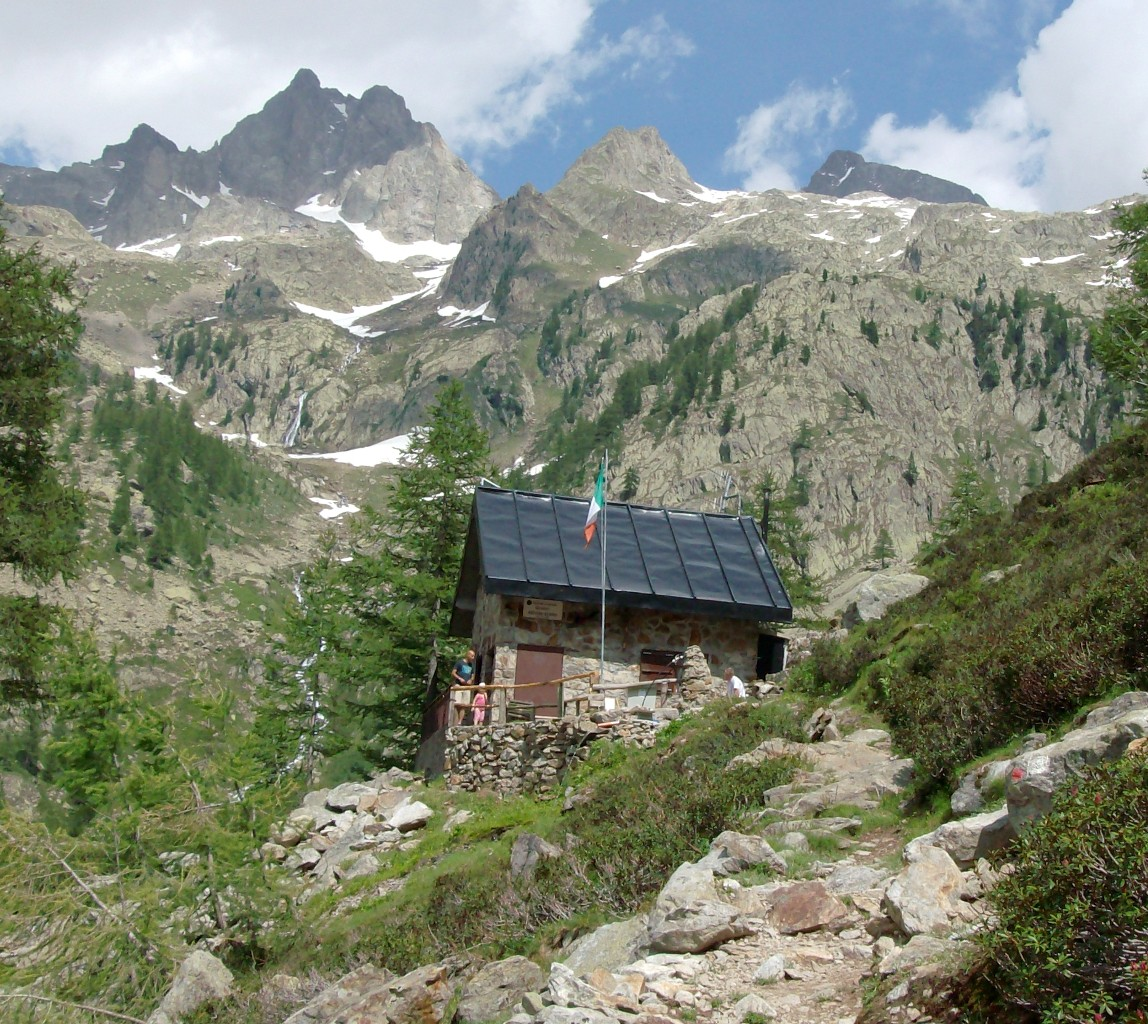
La Cima di Nasta, la Cima Paganini, la catena del Cai ed il Baus sullo sfondo del rifugio

## Ascensioni
- Monte Argentera
- Cima di Mercantour
- Cima di Nasta
- Cima Paganini
- il Baus
- il Bastione
- Cima di Brocan
- La Madre di Dio
- Cima di Fremamorta

## Traversate
- al Rifugio Genova-Figari per il  passo di Brocan
- al rifugio Remondino
- al rifugio Bozano
- al rifugio Questa, per i  laghi di Fremamorta ed il  colletto di Valasco
- al rifugio Valasco per le  Terme di Vinadio o per il  colletto di Valasco
- al rifugio Malinvern passando per il rifugio Questa